# Jerri Manthey

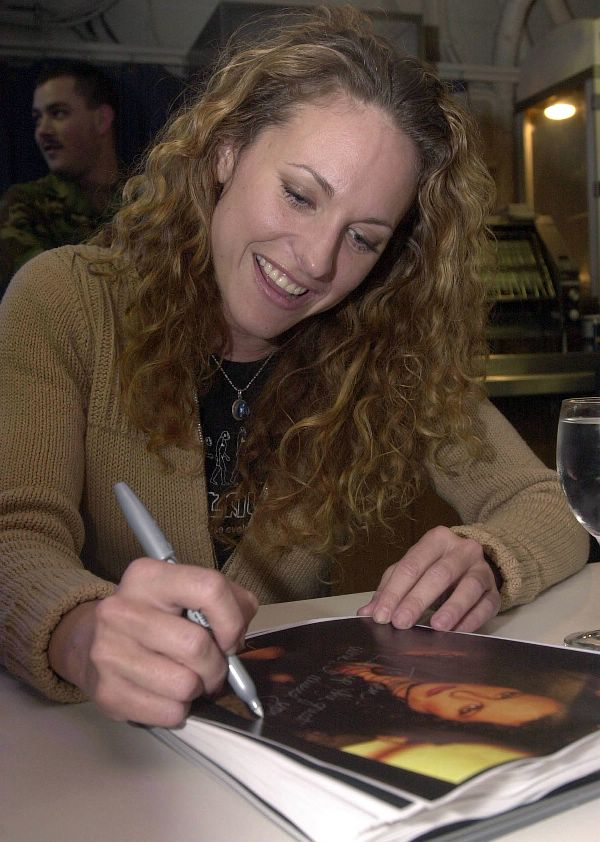
Jerri Manthey (2005)

Jerri Lynn Manthey (* 5. September 1970 in Stuttgart) ist eine US-amerikanische Schauspielerin und Reality-TV-Teilnehmerin.

## Leben
Jerri Manthey wurde in Stuttgart als Tochter eines US-amerikanischen Ehepaares geboren. Ihr Vater, ein Soldat der United States Army, war zu dieser Zeit in Baden-Württemberg stationiert. Sie lebte insgesamt zwölf Jahre in Deutschland. Dort besuchte sie die American High School in Neu-Ulm, die sie 1988 verließ. Anschließend studierte sie am University of Maryland University College in der McGraw-Kaserne in München Theaterschauspiel. Sie hat zwei Brüder und eine Schwester. Sie bezeichnet heute ihre Deutschkenntnisse als very rusty (ziemlich eingerostet). Zu Beginn der 1990er Jahre zog sie in die Staaten und arbeitete in der Systemgastronomiekette Hooters in den Standorten Huntsville, Alabama und Oklahoma City, Oklahoma. Im Sommer 1992 erschien sie gemeinsam mit Vince Gill in einer Ausgabe des Magazins Hooters. Später zog sie nach Los Angeles, um eine Ausbildung zur Schauspielerin zu absolvieren. Während dieser Zeit arbeitete sie als Barkeeperin.

## Karriere
1996 debütierte Manthey in dem Spielfilm Prey of the Jaguar. Drei Jahre später folgte eine Rolle im Fernsehfilm Verlorene Sieger. In den nächsten Jahren folgten weitere Besetzungen als Nebenrolle in Spielfilmen und einer Episode der Fernsehserie Schatten der Leidenschaft. 2005 übernahm sie eine der weiblichen Hauptrollen in Island of Beasts. Zwischen 2013 und 2014 war sie in insgesamt sechs Episoden der Fernsehserie TMI Hollywood in verschiedenen Rollen zu sehen.
2001 ließ sie sich für die September-Ausgabe des Playboys ablichten. Seit demselben Jahr begann sie in einer Reihe verschiedener Reality-Formate teilzunehmen. Nationale Bekanntheit erlangte sie durch ihre Teilnahme an Survivor: The Australian Outback (vergleichbar mit Ich bin ein Star – Holt mich hier raus!).

## Filmografie
- 1996: Prey of the Jaguar
- 1999: Verlorene Sieger (That Championship Season) (Fernsehfilm)
- 2000: The Limited (Kurzfilm)
- 2001: Schatten der Leidenschaft (The Young and the Restless) (Fernsehserie, Episode 1x7142)
- 2002: Destiny
- 2002: Mr. Lucke
- 2004: Commitment Pledge (Kurzfilm)
- 2005: Island of Beasts (Komodo vs. Cobra) (Fernsehfilm)
- 2005: Widowmaker (Kurzfilm)
- 2006: Chloe's Prayer
- 2009: Star-ving (Fernsehserie, Episode 1x01)
- 2013: This Is Family (Kurzfilm)
- 2013–2014: TMI Hollywood (Fernsehserie, 6 Episoden)